# الحبوسية
الحبوسية هي منطقة عراقية، في حوض وادي المهاري، بناحية الشبكة بقضاء النجف، بمحافظة النجف بالبادية العراقية جنوب العراق، ارتفاعها 59 مترا فوق سطح البحر.